# Santana do São Francisco
Santana do São Francisco là một đô thị thuộc bang Sergipe, Brasil. Đô thị này có diện tích 47,22 km², dân số năm 2007 là 6596 người, mật độ 139,69 người/km².